# Кузьмичов Геннадій Петрович
Геннадій Петрович Кузьмичов (нар. 22 червня 1938, Саратовська область, тепер Російська Федерація) — радянський діяч, секретар Черкаського обласного комітету КПУ, ветеран війни в Афганістані.

## Біографія
У 1956 році закінчив середню школу на Південному Сахаліні (СРСР). У 1962 році закінчив Київський політехнічний інститут.
З 1962 року працював інженером-конструктором, начальник цеху, начальник конструкторсько-технологічного бюро заводу «Мегомметр», директором технічного училища в місті Умані Черкаської області. Член КПРС.
У 1974 році закінчив Вищу партійну школу при ЦК КПРС.
На 1974—1980 роки — 2-й секретар Черкаського міського комітету КПУ.
У 1980—1991 роках — секретар Черкаського обласного комітету КПУ з питань соціально-економічного розвитку. У 1985—1986 роках — радник-посланець СРСР при уряді Демократичної Республіки Афганістан, учасник бойових дій.
Потім — на пенсії в місті Черкасах. Член Черкаської міської Спілки ветеранів Афганістану, член президії Черкаської обласної організації ветеранів, член Черкаського обласного комітету військово-патріотичної роботи. Академік Академії проблем безпеки, оборони і правопорядку. Автор книги «Афганістан: біль і безсмертя».

## Звання
- полковник

## Нагороди та відзнаки
- орден «За заслуги» ІІІ ступеня (14.02.2019)[1]
- орден Богдана Хмельницького ІІ ст. (9.01.2014)[2]
- ордени
- медалі